# Cécile Périn
Cécile-Élisa Martin, épouse Cécile Périn, née à Reims en 29 janvier 1877 et morte à Nice en 14 août 1959, est une poétesse française.

## Biographie
Cécile-Élisa Martin est née à Reims le 29 janvier 1877. Elle épouse George Périn, qui est aussi poète ; ils ont une fille, Yvonne. Le couple fréquente l'abbaye de Créteil, une association communautaire d'artistes. Cécile Périn est membre des Poètes du divan (revue de littérature et d'art) – et, par ailleurs, la seule femme admise en cette assemblée – ; elle collabore aussi à la revue Le Beffroi.
En 1922 elle perd son mari et sa poésie se fait l'écho de ce deuil.
Cécile Périn finit sa vie à Nice.
En 1997, Lise Jamati et Viviane Isambert-Jamati, petites-filles de Cécile Périn, font don de la bibliothèque de leur grand-mère à la Bibliothèque universitaire du Saulcy (Université de Metz, aujourd'hui Université de Lorraine). Un fonds Georges et Cécile Périn existe également à la BNF.

## Prix et distinctions
En 1914, Cécile Périn reçoit un prix de la Bourse nationale de voyage et le Prix national de Poésie pour son recueil La Pelouse,.
En 1931, elle reçoit le prix Artigue et en 1956, le prix de poésie de l’Académie française pour l'ensemble de son œuvre poétique.

## Œuvres
- Vivre ! Éd.de la revue littéraire de Paris et de Champagne 1906
- Les Pas légers, E. Sansot & Cie, 1907
- Variations du cœur pensif, Chiberre, 1911
- La Pelouse, E. Sansot et Cie, 1914
- Les Captives (poèmes 1914-1918), Sansot, 1919.
- Les Ombres heureuses, Le Divan 1922
- Finistère, Le Divan, 1924
- Océan, illustrations de Daniel Réal, Le Divan, 1926[11]
- Offrande, Le Divan, 1933
- Dicté par une ombre, Le Divan, 1934[12]
- Miroirs du bonheur, Le Divan, 1935
- La Lampe d'ivoire, poèmes de Camille Marignac, préface de Cécile Périn Nice, Imp. centrale et du palais réunies, 1935
- La Coupe, orné par Andrée Karpelès, C.A. Högman, 1938
- De la paix et de la guerre, Cannes, Les beaux livres, 1939
- Mélodies, Ophrys, 1943
- Pénélope, Éd. Savel, 1950
- La Féerie provençale, illustration Daniel Réal, Le Divan, 1930
- Bretagne, Le Divan, 1951
- Six enfants dans un hameau de Claire Domal, préface de Cécile Perin, Aurillac, Éditions Gerbert, 1952
- D'une chambre ouverte sur le ciel, Le Divan, 1953
- Paroles à l'enfant, Le Divan, 1954
- Regards vers l'ombre, Le Divan, 1956
- Images, Le Divan, 1959
- Crépuscule d'été, musique de Gabriel Dupont, poème de Cécile Périn, Au ménestrel, 1912[13]
- Chant à voix basse